# 3841 Dicicco
3841 Dicicco è un asteroide della fascia principale. Scoperto nel 1983, presenta un'orbita caratterizzata da un semiasse maggiore pari a 2,2738553 UA e da un'eccentricità di 0,1607432, inclinata di 5,22410° rispetto all'eclittica.
L'asteroide è dedicato all'astronomo statunitense Dennis di Cicco.